# Marion Leriche
Pour les articles homonymes, voir Leriche.
Marion Leriche, née le 13 mars 1995, est une kayakiste française. 

## Carrière
Aux Championnats du monde de descente 2015 à Vienne, elle est médaillée d'or en K1 sprint par équipe, un mois après avoir été sacrée championne d'Europe de la même épreuve en Bosnie-Herzégovine.